# Þórður kakali Sighvatsson
 (février 2025).
Si vous disposez d'ouvrages ou d'articles de référence ou si vous connaissez des sites web de qualité traitant du thème abordé ici, merci de compléter l'article en donnant les références utiles à sa vérifiabilité et en les liant à la section « Notes et références ».
Þórður kakali Sighvatsson, /θ̠oɔ̯rð̠ʏr cʰakʰali sickʰvatsɔn/[Information douteuse], (né en 1210, mort en 1256) était un chef islandais du clan des Sturlungar, qui a joué un rôle actif pendant l'âge des Sturlungar en Islande. Il était le fils de Sighvatur Sturluson et le frère de Sturla Sighvatsson. "kakali" signifierait probablement "le bègue".